# Ashland, Mississippi
Ashland är en ort (town) som är administrativ huvudort i Benton County i Mississippi i USA.
Ashland grundades 1871. Orten har fått sitt namn efter Henry Clays plantage Ashland i Lexington i Kentucky.
Vid 2020 års folkräkning hade Ashland 551 invånare.